# جرادو (زغوان)
جِرَادُو قرية تقع في معتمدية الزريبة بولاية زغوان بالوسط الشرقي التونسي، جنوب غرب مدينة بوفيشة وجنوب شرق مدينة الزريبة.

### مواضيع ذات علاقة
- معتمدية الزريبة.
- ولاية زغوان.

1. ↑  "المناطق الترابية (العمادات) حسب الولايات والمعتمديات". اطلع عليه بتاريخ 2024-11-30.